# Tengerisünkaktusz

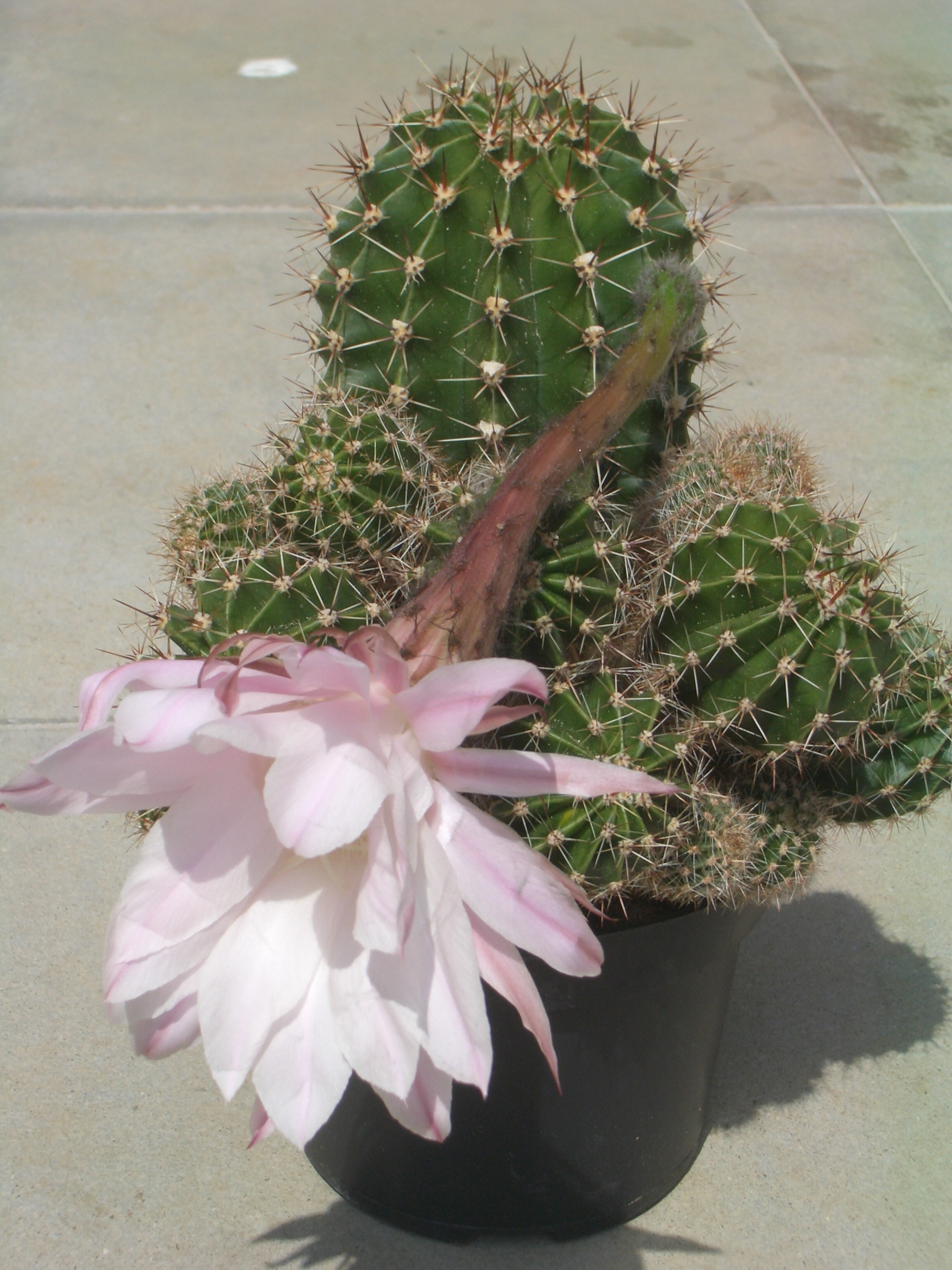
Echinopsis oxygona

A tengerisünkaktusz (Echinopsis) a kaktuszfélék (Cactaceae) Trichocereeae nemzetségcsoportjának egyik dél-amerikai nemzetsége több mint kétszáz fajjal. Ebbe a nemzetségbe sorolták át a nemzetségcsoport névadó nemzetsége, az ezzel meg is szűnt Trichocereus nemzetség fajait is, egyebek közt a hallucinogén hatóanyagairól elhíresült San Pedro-kaktuszt (Echinopsis (Trichocereus) pachanoi).
A fajok között gömbkaktuszok és oszlopkaktusz ok egyaránt előfordulnak. Törzse bordázott. Virágai gyakran hosszú csövesek, pikkelyesek vagy szőrösek, hajasak.
Ismertebb gömbkaktuszok:
- Echinopsis eyriesii
- Echinopsis mamillosa
- Echinopsis oxygona

Ismertebb oszlopkaktuszok:
- San Pedro-kaktusz (Echinopsis (Trichocereus) pachanoi)
- Echinopsis macrogona (Trichocereus macrogonus)
- Echinopsis spachianus (Trichocereus spachianus)

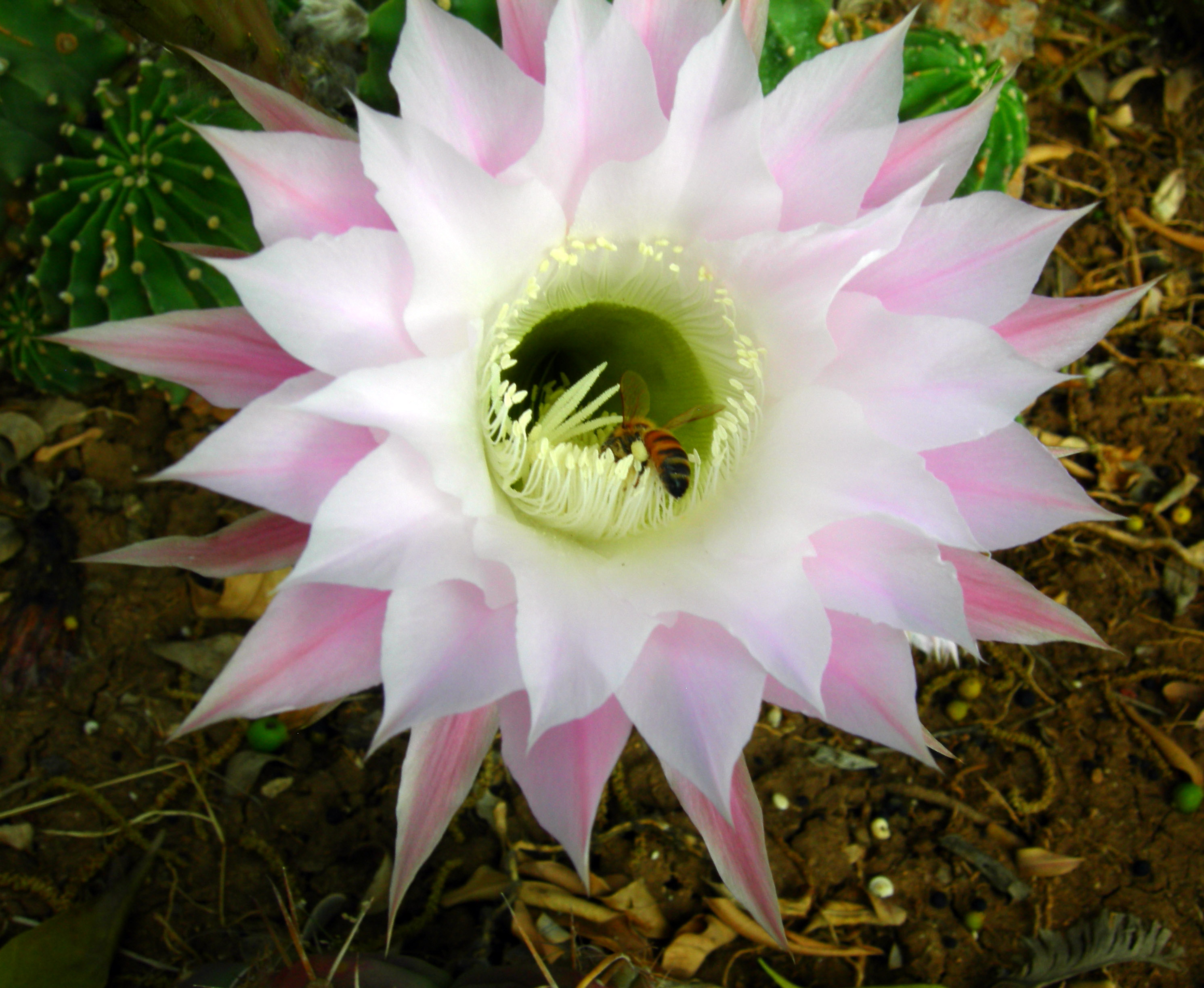
Echinopsis eyriesii

## Fajai
A fajok nevére utaló hivatkozások mögött a róluk először beszámoló botanikus neve látható.
- Echinopsis adolfofriedrichii G. Moser
- Echinopsis amoenissima Werdermann
- Echinopsis ancistrophora Spegazzini
- Echinopsis angelesii (R. Kiesling) G. D. Rowley
- Echinopsis antezanae (Cárdenas) H. Friedrich & G. D. Rowley
- Echinopsis apiculata Linke
- Echinopsis arboricola (Kimnach) R. Mottram
- Echinopsis arebaloi Cárdenas
- Echinopsis atacamensis (Philippi) H. Friedrich & G.D. Rowley
- Echinopsis aurata Salm-Dyck
- Echinopsis aurea Britton & Rose
- Echinopsis backebergii Werdermann
- Echinopsis baldiana Spegazzini
- Echinopsis berlingii Y. Ito
- Echinopsis bertramiana (Backeberg) H. Friedrich & G. D. Rowley
- Echinopsis bolligeriana Mächler & Helmut Walter
- Echinopsis bonnieae (Halda, Hogan & Janeba) Halda & Malina
- Echinopsis boyuibensis F. Ritter
- Echinopsis brasilensis A. V. Frič
- Echinopsis bridgesii Salm-Dyck (not to be confused with E. lageniformis, which is also known as Trichocereus bridgesii)
- Echinopsis bruchii (Britton & Rose) H. Friedrich & Glaetzle
- Echinopsis cabrerae (R. Kiesling) G. D. Rowley
- Echinopsis caineana (Cárdenas) D. R. Hunt
- Echinopsis cajasensis F. Ritter
- Echinopsis calliantholilacina Cárdenas
- Echinopsis callichroma Cárdenas
- Echinopsis calochlora K. Schumann
- Echinopsis camarguensis (Cárdenas) H. Friedrich & G. D. Rowley
- Echinopsis campylacantha Pfeiffer & Otto
- Echinopsis candicans (Salm-Dyck) F. A. C. Weber
- Echinopsis cardenasiana (Rausch) H. Friedrich
- Echinopsis caulescens (F. Ritter) M. Lowry
- Echinopsis cephalomacrostibas (Werdermann & Backeberg) H. Friedrich & G. D. Rowley
- Echinopsis cerdana Cárdenas
- Echinopsis chalaensis (Rauh & Backeberg) H. Friedrich & G. D. Rowley
- Echinopsis chamaecereus H. Friedrich & W. Glaetzle
- Echinopsis chereauniana Schlumb.
- Echinopsis chiloensis (Colla) H. Friedrich & G. D. Rowley
- Echinopsis chrysantha Werdermann
- Echinopsis chrysochete Werdermann
- Echinopsis cinnabarina (Hooker) Labouret
- Echinopsis clavata (F. Ritter) D. R. Hunt
- Echinopsis cochabambensis Backeberg
- Echinopsis colmariensis Hort.
- Echinopsis comarapana Cárdenas
- Echinopsis conaconensis (Cárdenas) H. Friedrich & G. D. Rowley
- Echinopsis coquimbana (Molina) H. Friedrich & G. D. Rowley
- Echinopsis coronata Cárdenas
- Echinopsis cotacajesii Cárdenas
- Echinopsis crassicaulis (R. Kiesling) H. Friedrich & Glaetzle
- Echinopsis cristata Salm-Dyck
- Echinopsis cuzcoensis (Britton & Rose) H. Friedrich & G. D. Rowley
- Echinopsis cylindracea (Backeberg) Friedrich
- Echinopsis decaisniana Walp.
- Echinopsis densispina Werdermann
- Echinopsis derenbergii A. V. Frič
- Echinopsis deserticola (Werdermann) H. Friedrich & G. D. Rowley
- Echinopsis escayachensis (Cárdenas) H. Friedrich & G. D. Rowley
- Echinopsis eyriesii Pfeiffer & Otto
- Echinopsis fabrisii (R.Kiesling) G. D. Rowley
- Echinopsis famatimensis (Spegazzini) Werdermann
- Echinopsis ferox (Britton & Rose) Backeberg
- Echinopsis formosa (Pfeiffer) Jacobi
- Echinopsis friedrichii G. D. Rowley
- Echinopsis gibbosa Pfeiffer
- Echinopsis gigantea Rud. Meyer
- Echinopsis gladispina Y. Ito
- Echinopsis glauca (F. Ritter) H. Friedrich & G. D. Rowley
- Echinopsis glaucina H. Friedrich & G. D. Rowley
- Echinopsis haematantha (Spegazzini) J. G. Lamb.
- Echinopsis hahniana (Backeberg) R. S. Wallace
- Echinopsis hamatispina Werdermann
- Echinopsis hammerschmidii Cárdenas
- Echinopsis hertrichiana (Backeberg) D. R. Hunt
- Echinopsis hossei Werdermann
- Echinopsis huascha (F. A. C. Weber) H. Friedrich & G. D. Rowley
- Echinopsis huotti Labour.
- Echinopsis hystrichoides F. Ritter
- Echinopsis ibicuatensis Cárdenas
- Echinopsis imperialis Hort.
- Echinopsis jajoiana Hort.
- Echinopsis jamessianus Hort.
- Echinopsis kladiwaiana Rausch
- Echinopsis klingleriana Cárdenas
- Echinopsis knotti Schlumberger
- Echinopsis knuthiana (Backeberg) H. Friedrich & G. D. Rowley
- Echinopsis korethroides Werdermann
- Echinopsis lageniformis (Forst.) H. Friedrich & G. D. Rowley (formerly Trichocereus bridgesii)
- Echinopsis lamprochlora F. A. C. Weber
- Echinopsis lateritia Gürke
- Echinopsis leucantha Walpers
- Echinopsis litoralis (Johow) H. Friedrich & G. D. Rowley (syn.: E.chiloensis (Colla) subsp. litoralis (Johow)Lowry)
- Echinopsis lorethroides Werdermann
- Echinopsis macrodiscus Frič
- Echinopsis macrogona (S.D.) H. Friedrich & G. D. Rowley
- Echinopsis mamillosa Gürke
- Echinopsis marsoneri Werdermann
- Echinopsis mataranensis Cárdenas
- Echinopsis maximiliana Heyder
- Echinopsis melanacantha A. Dietr.
- Echinopsis meyeri Heese
- Echinopsis mieckleyi Rud. Meyer
- Echinopsis mihanovichii Frič & Gurcke
- Echinopsis minuana Spegazzini
- Echinopsis mirabilis Spegazzini
- Echinopsis misleyi J. Labouret
- Echinopsis molesta Spegazzini
- Echinopsis nigra Backeberg
- Echinopsis nigrispina Walp.
- Echinopsis nodosa Linke
- Echinopsis obrepanda (Salm-Dyck) K. Schum.
- Echinopsis octacantha Muehlenpf.
- Echinopsis oxygona Pfeiff. & Otto
- Echinopsis pachanoi (Britton & Rose) H. Friedrich & G. D. Rowley (Lásd: San Pedro kaktusz)
- Echinopsis pampana (Britton & Rose) D. R. Hunt
- Echinopsis pectinata Fennel
- Echinopsis pelecygona Y. Ito
- Echinopsis pentlandii (W. J. Hooker) Salm-Dyck ex A. Dietrich
- Echinopsis peruviana (Britton & Rose) H. Friedrich & G. D. Rowley
- Echinopsis picta Walp.
- Echinopsis pojoensis Cárdenas
- Echinopsis pseudomammillosa Cárdenas
- Echinopsis pugionacantha Rose & F. Boedeker
- Echinopsis pulchella Zucc.
- Echinopsis quadratiumbonata (F. Ritter) D. R. Hunt
- Echinopsis reichenbachiana Pfeiff.
- Echinopsis rhodotricha K. Schumann
- Echinopsis riviere-de-caraltii Cárdenas
- Echinopsis robinsoniana Werdermann
- Echinopsis rubescens Backeberg
- Echinopsis salmiana F. A. C. Weber
- Echinopsis salpigophara A. C. Lemaire
- Echinopsis saltensis Spegazzini
- Echinopsis sanguiniflora (Backeberg) D. R. Hunt
- Echinopsis santaensis (Rauh & Backeberg) H. Friedrich & G. D. Rowley
- Echinopsis schelhasii Pfeiff. & Otto
- Echinopsis schickendantzii F. A. C. Weber
- Echinopsis schieliana (Backeberg) D. R. Hunt
- Echinopsis schoenii (Rauh & Backeberg) H. Friedrich & G. D. Rowley
- Echinopsis schreiteri (Castellanos) Werdermann
- Echinopsis scopa Carrière
- Echinopsis scopulicola (F. Ritter) R. Mottram
- Echinopsis setosa Linke
- Echinopsis silvestrii Spegazzini
- Echinopsis simplex Niedl
- Echinopsis skottsbergii (Backeberg) H. Friedrich & G. D. Rowley
- Echinopsis spachiana (A. C. Lemaire) H. Friedrich & G. D. Rowley
- Echinopsis spegazzinii K. Schumann
- Echinopsis sphacelata Gravis
- Echinopsis spinibarbis (Otto) A. E. Hoffmann
- Echinopsis strausii Graessn.
- Echinopsis strigosa (Salm-Dyck) H. Friedrich & G. D. Rowley
- Echinopsis subdenudata Cárdenas
- Echinopsis sucrensis Cárdenas
- Echinopsis tacaquirensis (Vaupel) H. Friedrich & G. D. Rowley
- Echinopsis tacuarembense J. Arechavaleta
- Echinopsis taratensis (Cárdenas) H. Friedrich & G. D. Rowley
- Echinopsis tarijensis (Vaupel) H. Friedrich & G. D. Rowley
- Echinopsis tarmaensis (Rauh & Backeberg) H. Friedrich & G. D. Rowley
- Echinopsis tegeleriana (Backeberg) D. R. Hunt
- Echinopsis tephracantha Hort.
- Echinopsis thelegona (F. A. C. Weber) H. Friedrich & G. D. Rowley
- Echinopsis thelegonoides (Spegazzini) H. Friedrich & G. D. Rowley
- Echinopsis thionantha (Spegazzini) D. R. Hunt
- Echinopsis tiegeliana (Wessner) D. R. Hunt
- Echinopsis trichosa (Cárdenas) H. Friedrich & G. D. Rowley
- Echinopsis tricolor A. G. Dietrich
- Echinopsis tuberculata Niedt
- Echinopsis tubiflora J. G. Zuccarini
- Echinopsis tucumanensis Y. Ito
- Echinopsis tulhuayacensis (Ochoa) H. Friedrich & G. D. Rowley
- Echinopsis tunariensis (Cárdenas) H. Friedrich & G. D. Rowley
- Echinopsis uyupampensis (Backeberg) H. Friedrich & G. D. Rowley
- Echinopsis vasquezii (Rausch) G. D. Rowley
- Echinopsis vatteri (R. Kiesling) G. D. Rowley
- Echinopsis verschaffeltii Hort.
- Echinopsis volliana (Backeberg) H. Friedrich & G. D. Rowley
- Echinopsis walteri (R. Kiesling) H. Friedrich & W. Glaetzle
- Echinopsis werdermannii Frič
- Echinopsis yuquina D. R. Hunt
- Echinopsis zuccarinii Pfeiff. & Otto